# Оптично активний квазар
Оптично активний квазар (англ. OVV quasars — optically violent variable quasars) — тип сильнозмінних квазарів. Він є підтипом блазарів, що містить непоширені яскраві радіогалактики. Зміна інтенсивності в оптичному діапазоні складає 50 % на добу . Оптично активні квазари значною мірою подібні до сильно-поляризованих квазарів (HPQ, Highly polarised quasars), квазарів з домінуванням ядра (CDQ, Core dominated quasars) та радіо квазарів з плоским спектром (FSRQ, Flat spectrum radio quasars) . На відміну від інших термінів, що є архаїчними, термін радіо квазарів з плоским спектром набуває достатньої популярності. Ці об'єкти схожі на BL Lac, але, як правило, мають сильніші широкі лінії випромінювання та більші червоні зміщення.